# Kenta Hasegawa
Kenta Hasegawa (n. 25 septembrie 1965) este un fost fotbalist japonez.

## Statistici
| Japonia | Japonia | Japonia |
| An      | Meciuri | Goluri  |
| ------- | ------- | ------- |
| 1989    | 11      | 2       |
| 1990    | 6       | 1       |
| 1991    | 0       | 0       |
| 1992    | 0       | 0       |
| 1993    | 5       | 0       |
| 1994    | 2       | 0       |
| 1995    | 3       | 1       |
| Total   | 27      | 4       |